# یوجی میکیموتو
یوجی میکیموتو (انگلیسی: Yūji Mikimoto; ۱۵ مارس ۱۹۴۸ – ) صداپیشه اهل ژاپن بود. وی از سال ۱۹۷۰ میلادی تاکنون مشغول فعالیت بوده‌است.